# Frankrijk op het Europees kampioenschap voetbal 2020
Frankrijk was een van de deelnemende landen aan het Europees kampioenschap voetbal 2020. Het is de tiende deelname voor het land. Didier Deschamps was de bondscoach. Frankrijk werd in de achtste finale uitgeschakeld door Zwitserland in een strafschoppenreeks.

## Kwalificatie

### Kwalificatieduels
|                                                |            |         |                                                |                                                                                    |
| 22 maart 2019 «onderlinge duels» 21.45 (UTC+2) | Moldavië   | 1 − 4   | Frankrijk                                      | Stadionul Zimbru, Chisinau Toeschouwers: 10.042 Scheidsrechter: Aleksandar Stavrev |
| 22 maart 2019 «onderlinge duels» 21.45 (UTC+2) | Ambros 89' | Verslag | 24' Griezmann 27' Varane 36' Giroud 87' Mbappé | Stadionul Zimbru, Chisinau Toeschouwers: 10.042 Scheidsrechter: Aleksandar Stavrev |

|                                                |                                                |         |         |                                                                                 |
| 25 maart 2019 «onderlinge duels» 20.45 (UTC+1) | Frankrijk                                      | 4 − 0   | IJsland | Stade de France, Saint-Denis Toeschouwers: 64.538 Scheidsrechter: István Kovács |
| 25 maart 2019 «onderlinge duels» 20.45 (UTC+1) | Umtiti 12' Giroud 68' Mbappé 78' Griezmann 84' | Verslag |         | Stade de France, Saint-Denis Toeschouwers: 64.538 Scheidsrechter: István Kovács |

|                                              |                     |         |           |                                                                                        |
| 8 juni 2019 «onderlinge duels» 21.45 (UTC+3) | Turkije             | 2 − 0   | Frankrijk | Konya Büyükşehir Torku Arena, Konya Toeschouwers: 36.783 Scheidsrechter: Damir Skomina |
| 8 juni 2019 «onderlinge duels» 21.45 (UTC+3) | Ayhan 30' Ünder 40' | Verslag |           | Konya Büyükşehir Torku Arena, Konya Toeschouwers: 36.783 Scheidsrechter: Damir Skomina |

|                                               |         |         |                                                   |                                                                                  |
| 11 juni 2019 «onderlinge duels» 20.45 (UTC+2) | Andorra | 0 − 4   | Frankrijk                                         | Estadi Nacional, Andorra la Vella Toeschouwers: 3.187 Scheidsrechter: Fran Jović |
| 11 juni 2019 «onderlinge duels» 20.45 (UTC+2) |         | Verslag | 11' Mbappé 30' Ben Yedder 45+1' Thauvin 60' Zouma | Estadi Nacional, Andorra la Vella Toeschouwers: 3.187 Scheidsrechter: Fran Jović |

|                                                   |                                    |         |                       |                                                                                     |
| 7 september 2019 «onderlinge duels» 20.45 (UTC+2) | Frankrijk                          | 4 − 1   | Albanië               | Stade de France, Saint-Denis Toeschouwers: 77.655 Scheidsrechter: Jesús Gil Manzano |
| 7 september 2019 «onderlinge duels» 20.45 (UTC+2) | Coman 8', 68' Giroud 27' Ikoné 85' | Verslag | 90' (pen.) Cikalleshi | Stade de France, Saint-Denis Toeschouwers: 77.655 Scheidsrechter: Jesús Gil Manzano |

|                                                    |                                        |         |         |                                                                                  |
| 10 september 2019 «onderlinge duels» 20.45 (UTC+2) | Frankrijk                              | 3 − 0   | Andorra | Stade de France, Saint-Denis Toeschouwers: 55.383 Scheidsrechter: Mykola Balakin |
| 10 september 2019 «onderlinge duels» 20.45 (UTC+2) | Coman 18' Lenglet 52' Ben Yedder 90+1' | Verslag |         | Stade de France, Saint-Denis Toeschouwers: 55.383 Scheidsrechter: Mykola Balakin |

|                                                |         |         |                   |                                                                                 |
| 11 oktober 2019 «onderlinge duels» 18.45 (UTC) | IJsland | 0 − 1   | Frankrijk         | Laugardalsvöllur, Reykjavik Toeschouwers: 9.719 Scheidsrechter: Gianluca Rocchi |
| 11 oktober 2019 «onderlinge duels» 18.45 (UTC) |         | Verslag | 66' (pen.) Giroud | Laugardalsvöllur, Reykjavik Toeschouwers: 9.719 Scheidsrechter: Gianluca Rocchi |

|                                                  |            |         |           |                                                                               |
| 14 oktober 2019 «onderlinge duels» 20.45 (UTC+2) | Frankrijk  | 1 − 1   | Turkije   | Stade de France, Saint-Denis Toeschouwers: 72.154 Scheidsrechter: Felix Brych |
| 14 oktober 2019 «onderlinge duels» 20.45 (UTC+2) | Giroud 76' | Verslag | 82' Ayhan | Stade de France, Saint-Denis Toeschouwers: 72.154 Scheidsrechter: Felix Brych |

|                                                   |                              |         |          |                                                                                     |
| 14 november 2019 «onderlinge duels» 20.45 (UTC+1) | Frankrijk                    | 2 − 1   | Moldavië | Stade de France, Saint-Denis Toeschouwers: 64.367 Scheidsrechter: Gediminas Mažeika |
| 14 november 2019 «onderlinge duels» 20.45 (UTC+1) | Varane 35' Giroud 79' (pen.) | Verslag | 9' Rață  | Stade de France, Saint-Denis Toeschouwers: 64.367 Scheidsrechter: Gediminas Mažeika |

|                                                   |         |         |                          |                                                                                |
| 17 november 2019 «onderlinge duels» 20.45 (UTC+1) | Albanië | 0 − 2   | Frankrijk                | Air Albania Stadion, Tirana Toeschouwers: 19.228 Scheidsrechter: Slavko Vinčić |
| 17 november 2019 «onderlinge duels» 20.45 (UTC+1) |         | Verslag | 9' Tolisso 30' Griezmann | Air Albania Stadion, Tirana Toeschouwers: 19.228 Scheidsrechter: Slavko Vinčić |

### Eindstand groep H
| Nr. | Land      | GW | W | G | V | DV | DT | DS  | Ptn |
| --- | --------- | -- | - | - | - | -- | -- | --- | --- |
| 1   | Frankrijk | 10 | 8 | 1 | 1 | 25 | 6  | +19 | 25  |
| 2   | Turkije   | 10 | 7 | 2 | 1 | 18 | 3  | +15 | 23  |
| 3   | IJsland   | 10 | 6 | 1 | 3 | 14 | 11 | +3  | 19  |
| 4   | Albanië   | 10 | 4 | 1 | 5 | 16 | 14 | +2  | 13  |
| 5   | Andorra   | 10 | 1 | 1 | 8 | 3  | 20 | -17 | 4   |
| 6   | Moldavië  | 10 | 1 | 0 | 9 | 4  | 26 | -22 | 3   |

## EK-voorbereiding

### Wedstrijden
|                                              |                                      |       |                 |                                                                    |
| 2 juni 2021 «onderlinge duels» 21:05 (UTC+2) | Frankrijk                            | 3 – 0 | Wales           | Allianz Riviera, Nice Toeschouwers: 0 Scheidsrechter: Luís Godinho |
| 2 juni 2021 «onderlinge duels» 21:05 (UTC+2) | Mbappé 34' Griezmann 47' Dembélé 79' |       | 25' N. Williams | Allianz Riviera, Nice Toeschouwers: 0 Scheidsrechter: Luís Godinho |

|                                              |                               |       |           |                                                                                      |
| 8 juni 2021 «onderlinge duels» 21:10 (UTC+2) | Frankrijk                     | 3 – 0 | Bulgarije | Stade de France, Saint-Denis Toeschouwers: 0 Scheidsrechter: Anastasios Sidiropoulos |
| 8 juni 2021 «onderlinge duels» 21:10 (UTC+2) | Griezmann 29' Giroud 83', 90' |       |           | Stade de France, Saint-Denis Toeschouwers: 0 Scheidsrechter: Anastasios Sidiropoulos |

## Het Europees kampioenschap
De loting vond plaats op 30 november 2019 in Boekarest. Frankrijk werd ondergebracht in groep F, samen met Hongarije, Portugal en Duitsland.

### Uitrustingen
Sportmerk: Nike
| Thuis | Uit | Doelman |

### Selectie en statistieken
| Nr. | Naam              | Geboortedatum | GW |   |   |   |   |   |   | Club                     | Positie(s) |
| --- | ----------------- | ------------- | -- | - | - | - | - | - | - | ------------------------ | ---------- |
| 1   | Hugo Lloris       | 26-12-1986    | 4  | 0 | 1 | 0 | 0 | 0 | 0 | Tottenham Hotspur        | GK         |
| 2   | Benjamin Pavard   | 28-03-1996    | 3  | 0 | 2 | 0 | 0 | 0 | 0 | Bayern München           | RB         |
| 3   | Presnel Kimpembe  | 13-08-1995    | 4  | 0 | 1 | 0 | 0 | 0 | 0 | Paris Saint-Germain      | LB, CB     |
| 4   | Raphaël Varane    | 25-04-1993    | 4  | 0 | 1 | 0 | 0 | 0 | 0 | Real Madrid              | CB         |
| 5   | Clément Lenglet   | 17-06-1995    | 1  | 0 | 0 | 0 | 0 | 0 | 1 | FC Barcelona             | CB         |
| 6   | Paul Pogba        | 15-03-1993    | 4  | 1 | 0 | 0 | 0 | 0 | 1 | Manchester United        | CM         |
| 7   | Antoine Griezmann | 21-03-1991    | 4  | 1 | 1 | 0 | 0 | 0 | 2 | FC Barcelona             | CF, AM     |
| 8   | Thomas Lemar      | 12-11-1995    | 1  | 0 | 0 | 0 | 0 | 1 | 0 | Atlético Madrid          | LW         |
| 9   | Olivier Giroud    | 30-09-1986    | 2  | 0 | 0 | 0 | 0 | 2 | 0 | Chelsea FC               | CF         |
| 10  | Kylian Mbappé     | 20-12-1998    | 4  | 0 | 0 | 0 | 0 | 0 | 0 | Paris Saint-Germain      | RW, CF, LW |
| 11  | Ousmane Dembélé   | 15-03-1997    | 2  | 0 | 0 | 0 | 0 | 2 | 1 | FC Barcelona             | RW, LW     |
| 12  | Corentin Tolisso  | 03-08-1994    | 3  | 0 | 0 | 0 | 0 | 2 | 1 | Bayern München           | CM, RM     |
| 13  | N'Golo Kanté      | 29-03-1991    | 4  | 0 | 0 | 0 | 0 | 0 | 0 | Chelsea FC               | DM         |
| 14  | Adrien Rabiot     | 03-04-1995    | 4  | 0 | 0 | 0 | 0 | 1 | 2 | Juventus FC              | CM         |
| 15  | Kurt Zouma        | 27-10-1994    | 0  | 0 | 0 | 0 | 0 | 0 | 0 | Chelsea FC               | CB         |
| 16  | Steve Mandanda    | 28-03-1985    | 0  | 0 | 0 | 0 | 0 | 0 | 0 | Olympique Marseille      | GK         |
| 17  | Moussa Sissoko    | 16-08-1989    | 2  | 0 | 0 | 0 | 0 | 2 | 0 | Tottenham Hotspur        | CM         |
| 18  | Lucas Digne       | 20-07-1993    | 2  | 0 | 0 | 0 | 0 | 1 | 1 | Everton FC               | LB         |
| 19  | Karim Benzema     | 19-12-1987    | 4  | 4 | 0 | 0 | 0 | 0 | 3 | Real Madrid              | CF         |
| 20  | Kingsley Coman    | 13-06-1996    | 2  | 0 | 1 | 0 | 0 | 2 | 1 | Bayern München           | RW, AM, LW |
| 21  | Lucas Hernández   | 14-02-1996    | 2  | 0 | 1 | 0 | 0 | 0 | 1 | Bayern München           | LB, CB     |
| 22  | Wissam Ben Yedder | 12-08-1990    | 0  | 0 | 0 | 0 | 0 | 0 | 0 | AS Monaco                | CF         |
| 23  | Mike Maignan      | 03-07-1995    | 0  | 0 | 0 | 0 | 0 | 0 | 0 | Lille OSC                | GK         |
| 24  | Léo Dubois        | 14-09-1994    | 0  | 0 | 0 | 0 | 0 | 0 | 0 | Olympique Lyon           | RB         |
| 25  | Jules Koundé      | 12-11-1998    | 1  | 0 | 0 | 0 | 0 | 0 | 0 | Sevilla FC               | CB         |
| 26  | Marcus Thuram     | 06-08-1997    | 1  | 0 | 0 | 0 | 0 | 1 | 0 | Borussia Mönchengladbach | CF         |

### Wedstrijden
| Nr. | Land      | GW | W | G | V | DV | DT | DS | Ptn |
| --- | --------- | -- | - | - | - | -- | -- | -- | --- |
| 1   | Frankrijk | 3  | 1 | 2 | 0 | 4  | 3  | +1 | 5   |
| 2   | Duitsland | 3  | 1 | 1 | 1 | 6  | 5  | +1 | 4   |
| 3   | Portugal  | 3  | 1 | 1 | 1 | 7  | 6  | +1 | 4   |
| 4   | Hongarije | 3  | 0 | 2 | 1 | 3  | 6  | -3 | 2   |

#### Groepsfase
|                                               |                    |       |           |                                                                                     |
| 15 juni 2021 «onderlinge duels» 21:00 (UTC+2) | Frankrijk          | 1 – 0 | Duitsland | Allianz Arena, München Toeschouwers: 13.000 Scheidsrechter: Carlos del Cerro Grande |
| 15 juni 2021 «onderlinge duels» 21:00 (UTC+2) | Hummels 20' (e.d.) |       |           | Allianz Arena, München Toeschouwers: 13.000 Scheidsrechter: Carlos del Cerro Grande |

|                                               |             |       |               |                                                                             |
| 19 juni 2021 «onderlinge duels» 15:00 (UTC+2) | Hongarije   | 1 – 1 | Frankrijk     | Puskás Aréna, Boedapest Toeschouwers: 55.998 Scheidsrechter: Michael Oliver |
| 19 juni 2021 «onderlinge duels» 15:00 (UTC+2) | Fiola 45+2' |       | 66' Griezmann | Puskás Aréna, Boedapest Toeschouwers: 55.998 Scheidsrechter: Michael Oliver |

|                                               |                                |       |                           |                                                                                  |
| 23 juni 2021 «onderlinge duels» 21:00 (UTC+2) | Portugal                       | 2 – 2 | Frankrijk                 | Puskás Aréna, Boedapest Toeschouwers: 54.886 Scheidsrechter: Antonio Mateu Lahoz |
| 23 juni 2021 «onderlinge duels» 21:00 (UTC+2) | Ronaldo 31' (pen.), 60' (pen.) |       | 45+2' (pen.), 47' Benzema | Puskás Aréna, Boedapest Toeschouwers: 54.886 Scheidsrechter: Antonio Mateu Lahoz |

#### Achtste finale
|                                               |                                     |              |                                        |                                                                                    |
| 28 juni 2021 «onderlinge duels» 22:00 (UTC+3) | Frankrijk                           | 3 – 3 (n.v.) | Zwitserland                            | Arena Națională, Boekarest Toeschouwers: 22.642 Scheidsrechter: Fernando Rapallini |
| 28 juni 2021 «onderlinge duels» 22:00 (UTC+3) | Benzema 57', 59' Pogba 75'          |              | 15', 81' Seferović 90' Gavranović      | Arena Națională, Boekarest Toeschouwers: 22.642 Scheidsrechter: Fernando Rapallini |
| 28 juni 2021 «onderlinge duels» 22:00 (UTC+3) | Strafschoppen                       |              |                                        | Arena Națională, Boekarest Toeschouwers: 22.642 Scheidsrechter: Fernando Rapallini |
| 28 juni 2021 «onderlinge duels» 22:00 (UTC+3) | Pogba Giroud Thuram Kimpembe Mbappé | 4 – 5        | Gavranović Schär Akanji Vargas Mehmedi | Arena Națională, Boekarest Toeschouwers: 22.642 Scheidsrechter: Fernando Rapallini |

FFF · A-internationals · Selecties · Bondscoaches · Frans vrouwenelftal · Olympisch elftal · Frankrijk U21 · Frankrijk U20 · Frankrijk U19 · Frankrijk U18 · Frankrijk U17 · Frankrijk U16 · Vrouwen U17
1904 – 1919 ·
1920 – 1929 ·
1930 – 1939 ·
1940 – 1949 ·
1950 – 1959 ·
1960 – 1969 ·
1970 – 1979 ·
1980 – 1989 ·
1990 – 1999 ·
2000 – 2009 ·
2010 – 2019 ·
2020 – 2029
EK's: 1984 · 
1992 · 
1996 · 
2000 · 
2004 · 
2008 · 
2012 · 
2016 · 
2020 · 
2024
WK's: 1930 · 
1934 · 
1938 · 
1954 · 
1958 · 
1966 · 
1978 · 
1982 · 
1986 · 
1998 · 
2002 · 
2006 · 
2010 · 
2014 · 
2018 · 
2022
OS: 1900 · 
1908 · 
1920 · 
1924 · 
1948 · 
1952 · 
1960 · 
1968 · 
1976 · 
1984 · 
1996 · 
2020
1904 · 
1905 · 
1906 · 
1907 · 
1908 · 
1909 · 
1910 · 
1911 · 
1912 · 
1913 · 
1914 · 
1915 · 1916 · 1917 · 1918 · 
1919 · 
1920 · 
1921 · 
1922 · 
1923 · 
1924 · 
1925 · 
1926 · 
1927 · 
1928 · 
1929 · 
1930 · 
1931 · 
1932 · 
1933 · 
1934 · 
1935 · 
1936 · 
1937 · 
1938 · 
1939 · 
1940 · 1941  · 
1942 · 
1943 · 1944  · 
1945 · 
1946 · 
1947 · 
1948 · 
1949 · 
1950 · 
1951 · 
1952 · 
1953 · 
1954 · 
1955 · 
1956 · 
1957 · 
1958 · 
1959 ·
1960 · 
1961 · 
1962 · 
1963 · 
1964 · 
1965 · 
1966 · 
1967 · 
1968 · 
1969 ·
1970 · 
1971 · 
1972 · 
1973 · 
1974 · 
1975 · 
1976 · 
1977 · 
1978 · 
1979 ·
1980 · 
1981 · 
1982 · 
1983 · 
1984 · 
1985 · 
1986 · 
1987 · 
1988 · 
1989 · 
1990 · 
1991 · 
1992 · 
1993 · 
1994 · 
1995 · 
1996 · 
1997 · 
1998 · 
1999 · 
2000 · 
2001 · 
2002 · 
2003 · 
2004 · 
2005 · 
2006 · 
2007 · 
2008 · 
2009 · 
2010 · 
2011 · 
2012 · 
2013 · 
2014 · 
2015 · 
2016 · 
2017 · 
2018 ·
2019 ·
2020 ·
2021 ·
2022 ·
2023
Albanië ·
Algerije ·
Andorra ·
Argentinië ·
Armenië ·
Australië ·
Azerbeidzjan ·
België ·
Bolivia ·
Bosnië en Herzegovina ·
Brazilië ·
Bulgarije ·
Canada ·
Chili ·
China ·
Colombia ·
Costa Rica ·
Cyprus ·
Denemarken ·
Duitse Democratische Republiek ·
Duitsland ·
Ecuador ·
Egypte ·
Engeland ·
Estland ·
Faeröer ·
Finland ·
Georgië ·
Gibraltar ·
Griekenland ·
Honduras ·
Hongarije ·
Ierland ·
IJsland ·
Iran ·
Israël ·
Italië ·
Ivoorkust ·
Jamaica ·
Japan ·
Joegoslavië ·
Kameroen ·
Kazachstan ·
Koeweit ·
Kroatië ·
Letland ·
Litouwen ·
Luxemburg ·
Malta ·
Marokko ·
Mexico ·
Moldavië ·
Nederland ·
Nieuw-Zeeland ·
Nigeria ·
Noord-Ierland ·
Noorwegen ·
Oekraïne ·
Oostenrijk ·
Paraguay ·
Peru · 
Polen ·
Portugal ·
Roemenië ·
Rusland ·
Saoedi-Arabië ·
Schotland ·
Senegal ·
Servië ·
Slovenië ·
Slowakije ·
Sovjet-Unie ·
Spanje ·
Togo ·
Tsjechië ·
Tsjecho-Slowakije ·
Tunesië ·
Turkije ·
Uruguay ·
Verenigde Staten ·
Wales ·
Wit-Rusland ·
Zuid-Afrika ·
Zuid-Korea ·
Zweden ·
Zwitserland
Albanië (2016) ·
Argentinië (2018) ·
Argentinië (2022) ·
Australië (2018) · 
België (1904) · 
België (2018) · 
Brazilië (1998) · 
Brazilië (2006) · 
Denemarken (2002) · 
Denemarken (2018) ·
Duitsland (2014) · 
Duitsland (2021) · 
Ecuador (2014) · 
Engeland (1982) · 
Engeland (2012) · 
Engeland (2022) ·
Honduras (2014) · 
Hongarije (2021) · 
Italië (2000) · 
Italië (2006) · 
Italië (2008) · 
Japan (2001) · 
Kameroen (2003) · 
Koeweit (1982) · 
Kroatië (2018) · 
Marokko (2022) ·
Mexico (2010) · 
Nederland (2008) · 
Nigeria (2014) ·
Noord-Ierland (1982) · 
Oekraïne (2012) · 
Oostenrijk (1982) · 
Peru (2018) · 
Polen (1982) · 
Polen (2022) ·
Portugal (2006) · 
Portugal (2016) ·
Portugal (2021) ·
Roemenië (2008) ·
Roemenië (2016) ·
Senegal (2002) · 
Spanje (1984) ·
Spanje (2006) ·
Spanje (2012) ·
Spanje (2021) ·
Togo (2006) ·
Tsjecho-Slowakije (1982) ·
Uruguay (2002) ·
Uruguay (2010) ·
Uruguay (2018) ·
Zuid-Afrika (2010) ·
Zuid-Korea (2006) ·
Zweden (2012) ·
Zwitserland (2006) ·
Zwitserland (2014) ·
Zwitserland (2016) ·
Zwitserland (2021)
1 Lloris  ·
2 Pavard ·
3 Kimpembe ·
4 Varane ·
5 Lenglet ·
6 Pogba ·
7 Griezmann ·
8 Lemar ·
9 Giroud ·
10 Mbappé ·
11 Dembélé ·
12 Tolisso ·
13 Kanté ·
14 Rabiot ·
15 Zouma ·
16 Mandanda ·
17 Sissoko ·
18 Digne ·
19 Benzema ·
20 Coman ·
21 Hernández ·
22 Ben Yedder ·
23 Maignan ·
24 Dubois ·
25 Koundé ·
26 Thuram ·
Coach: Deschamps